# Artimelia latreillei
Artimelia latreillei is een vlinder uit de familie van de spinneruilen (Erebidae), onderfamilie beervlinders (Arctiinae). De wetenschappelijke naam van de 
soort is voor het eerst geldig gepubliceerd in 1823 door Godart.
Deze nachtvlinder komt voor in Europa.